# Lalheue
Lalheue é uma comuna francesa na região administrativa de Borgonha-Franco-Condado, no departamento Saône-et-Loire. Estende-se por uma área de 6,87 km². Em 2010 a comuna tinha 396 habitantes (densidade: 57,6 hab./km²).